# John Hoppus
John Hoppus (1789-1875), est un ministre de la Congrégation anglais, auteur, membre de la Royal Society, abolitionniste et réformateur de l'éducation. Il est le premier titulaire de la chaire de logique et de philosophie de l'esprit à la nouvelle université de Londres (aujourd'hui University College de Londres), poste qu'il occupe de 1829 à 1866.

## Jeunesse
John Hoppus fait ses études dans une académie dissidente du nord de l'Angleterre, le Rotherham Independent College, et termine ses études d'abord à l'Université d'Édimbourg sous Dugald Stewart, puis à l'Université de Glasgow où Thomas Chalmers enseigne. Entre 1824 et 1825, il est pasteur de la chapelle indépendante Carter Lane, Bermondsey.

## Nomination à l'université
Quand Hoppus est un jeune homme, l'Angleterre n'a que deux universités, Oxford et Cambridge, et elles sont réservées aux anglicans. Cela conduit à l'émergence de nombreuses académies dissidentes indépendantes financées par des fonds privés, dont beaucoup fonctionnent comme des collèges, préparant les jeunes hommes à des études universitaires à l'étranger, en Écosse ou sur le continent. Au début du XIXe siècle, un groupe de réformateurs anglais aux idées éducatives libérales promeut l'idée d'un lieu de formation continue qui pourrait ouvrir ses portes aux hommes de toutes affiliations ou croyances religieuses. Cette proposition aboutit entre 1825 et 1828 avec la fondation de l'Université de Londres, aujourd'hui University College de Londres, le premier établissement d'enseignement supérieur entièrement non confessionnel en Angleterre.
Le nouveau collège entend inscrire la philosophie académique, morale et politique dans son programme d'études, il décide donc, dès 1827, de créer deux chaires de philosophie - l'une de logique et de philosophie de l'esprit humain, et l'autre de philosophie morale et politique. Le premier poste est destiné à enseigner aux étudiants la connaissance et l'acquisition d'idées, et le second à la traduction en action humaine morale et politique.
Les candidats aux deux postes sont recrutés en 1827. L'université de Londres se heurte à l'opposition des sections les plus traditionnelles des hautes églises de l'établissement, et une réaction brutale survient qui conduit à la création d'un rival, le King's College de Londres. Compte tenu de leur position politique délicate, aucune nomination ne peut être faite pour les deux postes clés des chaires de philosophie, l'un ou l'autre pouvant attirer une presse hostile, désireuse de saper l'institution pour ses sentiments, ses valeurs et ses idées libéraux.
Bien que Thomas Southwood Smith et John Hoppus aient été considérés pour les deux nominations en philosophie, les postes restent vacants. George Grote, l'un des promoteurs de l'Université de Londres, convainc le collège que la nomination d'un ministre de la Congrégation comme John Hoppus impliquerait une affiliation religieuse, contrairement aux principes non confessionnels de l'institution. Grote propose donc son propre candidat, Charles Cameron. Cependant, Zachary Macaulay et d'autres membres du conseil du collège décident que l'enseignement de l'éthique doit avoir une base religieuse (l'une des critiques émergentes du collège de la part de ses détracteurs est qu'il s'agit d'une « institution impie »). Apparemment avec l'accord des deux autres promoteurs du collège de Grote, James Mill et Henry Brougham, et alors que Grote est absent (peut-être à dessein si, comme certains le prétendent, Jeremy Bentham soutient la candidature de Hoppus), le Conseil du Collège recommande le Dr John Hoppus pour la chaire de philosophie - qui devient désormais un poste universitaire unique, ce qui est peut-être moins puissant pour les critiques du collège. Grote démissionne le 2 février 1830, son concept de la nouvelle institution et la voie à suivre, qu'il a cru à tort être le souhait de Bentham, sont renversés. John Hoppus devient le premier professeur de philosophie de l'institution (professeur de logique et de philosophie mentale) en 1830; un poste qu'il occupe pendant plus de trente ans, jusqu'à ce qu'il prenne sa retraite en tant que professeur émérite en 1866.
Sa succession est âprement disputée, tout comme sa nomination, avec certains des mêmes protagonistes ; mais cette fois Grote (qui a été réélu au Conseil du Collège en 1849 ) réussit mieux à obtenir le résultat qu'il souhaite (bloquant la nomination de James Martineau) et l'épouse de Grote, l'écrivain Harriet Levin, l'emporte sur l'historienne du collège alors que la nouvelle controverse se déroule . Une esquisse tout à fait peu flatteuse du Dr Hoppus est écrite dans les pages de l'histoire du collège, bien que sa contribution ait été traitée de manière plus sereine ces dernières années.

## Vie académique
Les conférences de John Hoppus à l'UCL valent à l'institution un grand succès. Qualifiés de « approfondis et exhaustifs »  ils couvrent René Descartes, Nicolas Malebranche, Baruch Spinoza, Gottfried Leibniz, Johann Gottlieb Fichte, John Locke, Christian Wolff, Friedrich Wilhelm Joseph Schelling, Immanuel Kant et les idéalistes post-kantiens, et l'éthique systèmes de Ralph Cudworth, Thomas Hobbes, Bernard Mandeville, Clarke, Price, Butler, Jeremy Bentham et James Mill. Plusieurs de ses étudiants remportent des distinctions, dont William Sheen (médaillé de maîtrise en 1842) et Walter Bagehot (médaillé en 1848), Richard Holt Hutton (médaillé en 1849) et John Clifford (prix de classe, Histoire de la philosophie, 1868) .
En reconnaissance de ses capacités académiques, John Hoppus obtient un doctorat (LL. D.) de l'Université de Glasgow en 1839; et est élu comme membre de la Royal Society en 1841. Beaucoup plus tôt, il a écrit un livre savant sur le Novum Organon et la méthode scientifique de Francis Bacon, publié en 1827 comme sa première contribution originale à la philosophie.

## Vie politique
Le Dr Hoppus est très intéressé par les idées d'éducation populaire et joue un rôle de premier plan dans la controverse en 1847, cherchant à établir un système éducatif national pour s'appuyer sur le travail des ragged school ou des écoles de charité, et du mouvement de l'école du dimanche, des organismes bénévoles qui initient l'éducation des classes populaires dans les grandes villes industrielles. Le Dr Hoppus plaide fermement pour un rôle du gouvernement dans l'offre d'éducation - une opinion alors impopulaire parmi de nombreux membres de ses cercles dissidents qui considèrent avec suspicion le contrôle potentiel du gouvernement, ayant été exclus de l'éducation publique par les gouvernements pendant si longtemps. Bien qu'infructueux à l'époque, une vingtaine d'années plus tard, les arguments de Hoppus l'emportent, et sa conviction  conduit à la Loi sur l'éducation élémentaire 1870.
Hoppus travaille pour l'abolition de l'esclavage. Il préside le Conseil des ministres de la Congrégation en 1830 lorsqu'il adopte une résolution anti-esclavagiste .
Il s'intéresse aussi au bien-être animal ; un certain nombre de groupes disparates se rassemblent sous cette bannière dans les années 1830, parmi lesquels il soutient les militants de Rational Humanity .
Le Dr Hoppus est décédé en 1875 et est enterré au cimetière d'Abney Park, à Stoke Newington, au nord de Londres. Sa pierre commémorative se trouve aujourd'hui sur la promenade du Dr Watts.